# Flash Airlines
Flash Airlines è stata una compagnia aerea charter privata egiziana che faceva parte del gruppo turistico Flash Group. La compagnia operava, con due Boeing 737-3Q8 (costruiti nel 1993), voli commerciali non programmati su rotte sia nazionali che internazionali.

## Storia
La compagnia venne fondata nel 1995 con il nome di Heliopolis Airlines. Ricevette l'autorizzazione per operare dalle autorità egiziane nel 1996. Entró a far parte del gruppo Flash nel 2000; durante il primo anno la compagnia ricevette un Boeing 737-300, nel 2002 ne ricevette un secondo.
Nel 2002 le autorità svizzere eseguirono dei controlli a sorpresa sul Boeing con marche SU-ZCF, un 737-300. Scoprirono la mancanza delle maschere per l'ossigeno dei piloti, l'assenza di alcuni serbatoi di ossigeno e la presenza degli strumenti di volo non funzionanti. Le autorità svizzere bloccarono così a terra l'aereo fin quando la compagnia non riparò i guasti. Qualche giorno dopo la Svizzera vietò alla compagnia di operare sul suo spazio aereo. Successivamente anche la Polonia fece lo stesso. I tour operator norvegesi cessarono ogni contratto con la Flash Airlines.
L'incidente del Volo 604, avvenuto sul Mar Rosso il 3 gennaio 2004, condusse ad un'indagine che svelò la scarsità di manutenzione e causò il fallimento della compagnia.

## Flotta
La flotta della Flash Airlines era composta dai seguenti aeromobili:
| Tipologia      | Marche | Consegnato       | Ritirato       | Note                                  |
| -------------- | ------ | ---------------- | -------------- | ------------------------------------- |
| Boeing 737-3Q8 | SU-ZCF | 22 luglio 2001   | 3 gennaio 2004 | Distrutto nell'incidente del Volo 604 |
| Boeing 737-3Q8 | SU-ZCD | 16 febbraio 2002 | 5 marzo 2004   | Diventato N271LF                      |

## Incidenti
Nel 2003 un passeggero, guardando fuori dal finestrino, notó che uno dei due motori era in fiamme.
Il 3 gennaio 2004, il Volo Flash Airlines 604, operato dal Boeing 737-300 con marche SU-ZCF, si schiantò nel Mar Rosso, poco dopo essere decollato dall'Aeroporto Internazionale di Sharm el-Sheikh, mentre era diretto a Parigi. Tutti i passeggeri (prevalentemente turisti francesi) e i membri dell'equipaggio morirono.
In seguito all'incidente un portavoce dell'ufficio federale svizzero per l'aviazione civile comunicò che l'ispezione eseguita nell'ottobre 2002 aveva riscontrato alcuni difetti di sicurezza sull'aereo della Flash Airlines e siccome la compagnia non aveva preso iniziative, gli era stato interdetto il passaggio nello spazio aereo svizzero.
Nel settembre 2003 la Finlandia garantí invece alla Flash Airlines il permesso di operare voli charter dall'Egitto perché, secondo il quotidiano Helsingin Sanomat, l'e-mail di avvertimento inviata dalla Svizzera si era persa.